# Menachem Kipnis

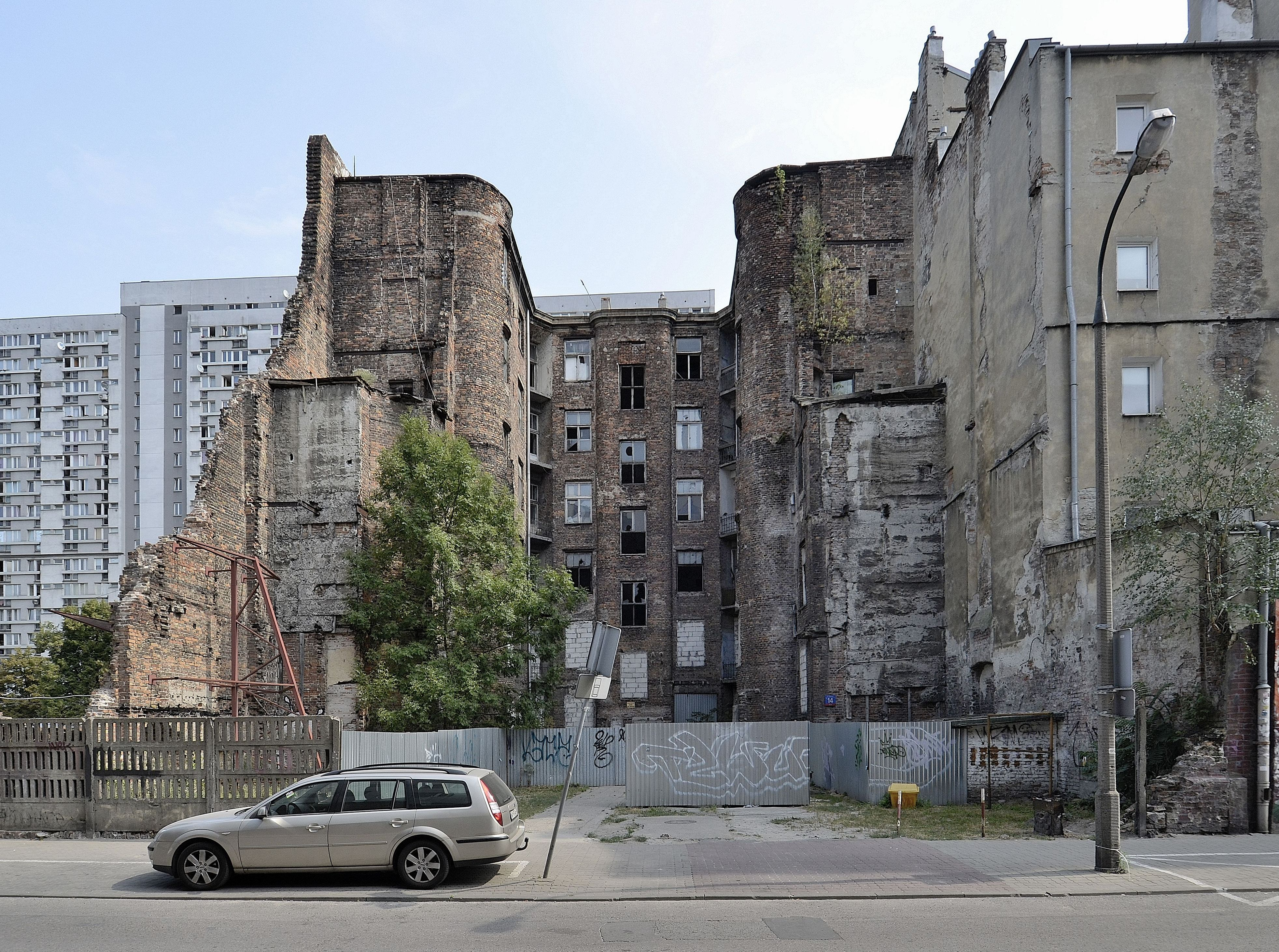
Kamienica na ul. Waliców 14 w Warszawie, w której mieszkał Menachem Kipnis

Menachem Kipnis (ps. „Mecenas”) (ur. 1878 w Uszomirze, zm. prawdopodobnie 15 maja 1942 w Warszawie) – polski kantor, dziennikarz, publicysta, satyryk i felietonista, autor tekstów piosenek, fotografik, śpiewak, popularyzator i znawca muzyki żydowskiej, działacz społeczny, członek Związku Literatów.

## Życiorys
Jako tenor pobierał wykształcenie muzyczne i naukę śpiewu od swojego starszego brata Pejsiema, który był kantorem w synagodze w Czarnobylu i kantorem bożnicy w Wolinie. Kształcił się także u Abrahama Bera Birnbauma, wraz z którym występował w synagogach. Występował wspólnie ze znanym kantorem Zejdlem Rownerem, u którego boku objechał całą Litwę, Podole i Wołyń. Występował w chórach synagogalnych i uczęszczał do warszawskiego konserwatorium muzycznego. Mieszkał m.in. w kamienicy przy ul. Waliców 14.
Kipnis jako jedyny starozakonny został w 1902 roku przyjęty do chóru Teatru Wielkiego, gdzie występował przez 16 lat.
W czasie swoich podróży zbierał, badał oraz wykonywał pieśni ludowe polskich Żydów, w tym te mieszane pod względem językowym. Efektem jego pracy były dwa zbiory pieśni – wydane w 1918 roku 60 jidisze folkslider (‘60 ludowych pieśni żydowskich’) oraz wydany w 1925 roku, 80 jidisze folkslider (‘80 ludowych pieśni żydowskich’), zebrane później w 140 jidisze folkslider (‘140 ludowych pieśni żydowskich’). Zebrane pieśni publikował również na łamach czasopisma Hajnt, gdzie niekiedy publikował także felietony.
Ożenił się z Zimrą Zeligfeld. Wielokrotnie objeżdżał z występami Polskę, gościł również wraz z żoną w Niemczech i Francji.
W dwudziestoleciu międzywojennym był inicjatorem wielu akcji społecznych i muzycznych, w latach 30., po atakach antysemickich na mniejszość żydowską, które ograniczyły jej dostęp do zawodów i spowodowały zwolnienia muzyków, współorganizował Żydowską Orkiestrę Symfoniczną w Warszawie. Koncertował wraz z żoną wykonując żydowskie pieśni ludowe.
Znany był też jako dziennikarz i współpracownik nowojorskiego dziennika Forwerts. Zajmował się głównie fotografowaniem ludzi: mieszkańców żydowskich dzielnic i miasteczek oraz dużych miast. Jego zdjęcia są niezwykłym świadectwem życia mniejszości żydowskiej w II RP. Znajdują się obecnie w archiwum YIVO w Nowym Jorku.
W latach 1920–1938 opublikował w jidysz:
- Chelmer maasijes (Chełmskie anegdoty)[4]
- Za kulisami Warszawskiej Opery (1902-1918)
- Jidisze klezmer in Pojln (‘Żydowscy klezmerzy w Polsce’)
- Barimte jidisze muziker (‘Słynni muzycy żydowscy’)
- Fun primitiwn folkslid biz der jidiszer simfoniszer muzik (‘Od prymitywnej pieśni ludowej do żydowskiej muzyki symfonicznej’)

W czasie okupacji niemieckiej trafił wraz z żoną do getta warszawskiego, gdzie zajmował się organizacją pomocy materialnej dla artystów. Dzięki pieniądzom pozyskanym z Jointu, umożliwił stołówkom literackim wydawanie suchego prowiantu. Podczas wielkiej akcji deportacyjnej latem 1942 roku zginęła żona Kipnisa, a jego dziennik oraz zbiory muzyczne, zawierające także nadsyłane mu utwory, uległy zniszczeniu. 
Zmarł prawdopodobnie na zawał. Został pochowany na cmentarzu żydowskim przy ulicy Okopowej w Warszawie, lecz jego nagrobek się nie zachował.